# Бомонт Амел
Бомонт Амел (фр. Beaumont-Hamel) насеље је и општина у североисточној Француској у региону Пикардија, у департману Сома која припада префектури Перон.
По подацима из 2011. године у општини је живело 190 становника, а густина насељености је износила 22,86 становника/km². Општина се простире на површини од 8,31 km². Налази се на средњој надморској висини од 75 метара (максималној 148 m, а минималној 70 m).

## Демографија
| 1962. | 1968. | 1975. | 1982. | 1990. | 1999. | 2011. |
| ----- | ----- | ----- | ----- | ----- | ----- | ----- |
| 251   | 262   | 215   | 221   | 214   | 218   | 190   |

График промене броја становника у току последњих година